# Samuel Hood
Samuel Hood, primer vizconde de  Hood (12 de diciembre de 1724 - 27 de enero de 1816), fue un almirante británico.

## Carrera
Hijo de Samuel Hood, vicario de Butleigh en Somerset, se incorporó a la Marina Real Británica el 6 de mayo de 1741. Sirvió como aspirante, junto a Rodney, en el Ludlow y consiguió el rango de teniente en 1746.  Tiene primero la posibilidad de servir bajo las órdenes de oficiales de valor en el Mar del Norte. En 1754 obtuvo el mando de la corbeta Jamaica con la que sirvió en América del Norte. En 1754, mientras comandaba provisionalmente  el Antelope  forzó a un barco francés a encallar en la bahía de Audierrie y capturó dos corsarios. Su celo encontró la aprobación del almirantazgo que le ofreció el mando de su propio buque. 
En 1759, siendo capitán del Vestal, capturó el Bellona, un navío francés, después de una acción épica. Durante la guerra, sirvió en el Canal de la Mancha y bajo las órdenes de Rodney se encargó de destruir los barcos franceses que transportaban tropas para la invasión de Inglaterra. En 1778, aceptó un mando que en los tiempos normales habría puesto término a su carrera en la activa. Se convirtió en comisario de los almacenes de Portsmouth y gobernador de la Academia naval. Estos puestos son ofrecidos generalmente a oficiales que se retiran del servicio en el mar.

## Revolución americana

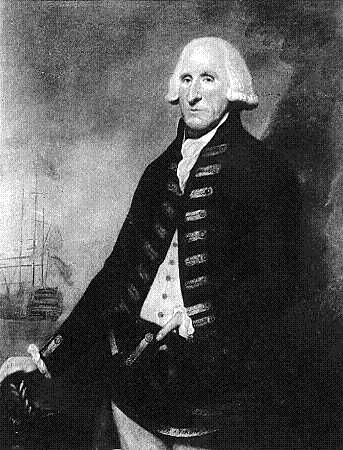
Retrato de Samuel Hood.

En 1778, durante la visita del Rey a Portsmouth, recibe el título de Baronet. Numerosos almirantes rechazaron servir bajo las órdenes de Lord Sandwich y Rodney que sirvieron en las Indias Occidentales, se quejaron de la falta de apoyo por parte de sus subordinados que acusan de deslealtad hacia él. 
El Almirantazgo, deseoso de mantener estos brillantes almirantes en sus filas, ascendió a Hood al rango de contraalmirante el 26 de septiembre de 1780 y lo envió a las Indias Occidentales como segundo de Rodney, que ya se conocían bien. Se reunió con Rodney en enero de 1781 con el buque insignia Barfleur y permaneció en las Indias Occidentales y las costas de Estados Unidos hasta el final de Guerra de Independencia de los Estados Unidos
La esperanza de que concordaba con Rodney totalmente no está justificada. Su correspondencia muestra que no tenían buenas relaciones, sino que Hood cumplía  constantemente con su obligación y que jamás intentó relevarlo de su puesto. El recorrido tan desafortunado de la campaña de 1781 se debió en gran medida a que Rodney no tiene en cuenta la opinión de Hood. Si hubiera sido autorizado a escoger su posición, habría podido impedir a de Grasse alcanzar Port Royal con los refuerzos franceses en abril.  Cuando Rodney decide volver a Inglaterra para cuidarse allí en otoño de 1781, Hood recibe la orden de conducir al grueso de la flota a lo largo de las costas de América del Norte durante la temporada de huracanes